# Дарвинова квржица
Дарвинова квржица је урођено задебљање на шкољки људског уха у висини између његове горње и средње трећине. Ова особина је присутна код 10,4% људи. Ова шпицаста квржица представља врх уха код сисара.
Овај атавизам понио је име по Дарвину јер га је првог описао Чарлс Дарвин у уводним страницама свог дјела Поријекло човјека, као доказ заосталих особина код човјека које указују на постојање заједничког претка свих примата. Међутим, сам Дарвин ово је назвао Вулнеровим врхом, по Томасу Вулнеру, британском кипару који ју је представио на једној од својих скулптура и који је први дао теоретска разматрања о њеној атавистичкој природи.